# Comitatul Hiiu
Hiiu este un comitat din Estonia, cuprinzând insula Hiiumaa din Marea Baltică (980 km2 - a doua ca întindere dintre insulele estoniene după Saaremaa), insula Kassari (19 km2) și o serie de insulițe de lângă acestea.

## Componență

### Comună urbană
- Kärdla

### Comune
- Emmaste
- Kõrgessaare
- Käina
- Pühalepa